# Мирпур
Мирпур (урду میر پور‎, англ. Mirpur) — город в Азад Кашмире, Пакистан, центр округа Мирпур. Население — 419 000 чел. (на 2009 год).

## Географическое положение
На севере и востоке город граничит с округом Котли, на западе с Потхохаром и на юге с Бхимбер. Округ Мирпур расположен в горной местности. 
Город часто называют «Маленькой Британией».